# Geoffrey Hanley
Geoffrey Hanley, né le 7 avril 1972, est un homme politique christophien.

## Carrière politique
Geoffrey Hanley est élu député pour la première fois à l'Assemblée nationale de Saint-Christophe-et-Niévès à la suite des élections législatives de 2020. Il exerce auparavant la fonction de directeur d'école primaire, puis de directeur de département à la jeunesse.
Il se présente à la direction du Parti travailliste de Saint-Christophe-et-Niévès en novembre 2021, mais échoue face à Terrance Drew. Il est élu chef adjoint du parti aux côtés de Konris Maynard.
À la suite de la victoire du Parti travailliste aux élections législatives d'août 2022, Hanley est réélu député et nommé vice-Premier ministre et ministre de l'Éducation au sein du gouvernement Drew.